# Bontonfilm
Bontonfilm a.s. je česká společnost působící v oblasti distribuce filmů v kinech a na nosičích DVD a Blu-ray. Vznikla v roce 1994 a nyní působí v České a Slovenské republice.

## Činnost
V současné době patří Bontonfilm mezi významné distributory filmů v kinech a je největším vydavatelem DVD a Blu-ray, kde zastupuje například hollywoodská studia 20th Century Fox, Universal nebo Sony Pictures. Bontonfilm je zároveň největším distributorem filmů on-line v rámci takzvaných služeb VOD (Video On Demand).

## Historie
Historie firmy je spojena s hudebním vydavatelstvím Bonton, které vzniklo v roce 1990. Tato společnost v roce 1991 uvedla na český trh první český porevoluční soukromý film, Tankový prapor. V roce 1992 došlo ve společnosti ke zřízení divize videodistribuce, která od roku 1993 operovala již samostatně pod značkou Bonton Home Video a v té době zastřešovala veškeré aktivity související s výrobou, distribucí a prodejem nosičů VHS. V roce 1998 se společnost začala věnovat i distribuci DVD v České a Slovenské republice.
V roce 1994 vstoupil Bonton do společnosti Lucernafilm Video, což byla privatizovaná Ústřední půjčovna filmů, založená v roce 1957. V roce 1995 získala společnost Bonton stoprocentní podíl v Lucernafilmu a došlo k přejmenování na Bontonfilm. V roce 1998 se součástí holdingu Bonton stalo Centrum českého videa, nezávislá česká distribuční společnost vytvořená v roce 1993.
V roce 2003 pak byly společnosti Bontonfilm, Bonton Home Video a Centrum českého videa spojeny pod jeden název Bontonfilm, a. s. V roce 2011 byla společnost zakoupena společností CME. V roce 2014 CME prodala Bontonfilm firmě jeho dosavadního ředitele Martina Palána.

## Významné distribuované filmy
Nejlepší český film:
- Nuda v Brně (2003)
- Štěstí (2005)
- Tajnosti (2007)
- Vlny (2024)

Nejlepší zahraniční film:
- Forrest Gump (1994)
- Zachraňte vojína Ryana (1998)
- Zamilovaný Shakespeare (1999)
- Americká krása (2000)

Divácky nejúspěšnější film:
- Jurský park (1993)
- Vodní svět (1995)
- Den nezávislosti (1996)
- Titanic (1998)
- Princezna ze mlejna 2 (2000)

Oscar za nejlepší film:
- Schindlerův seznam (1993)
- Forrest Gump (1994)
- Statečné srdce (1995)
- Anglický pacient (1996)
- Titanic (1997)
- Zamilovaný Shakespeare (1998)
- Americká krása (1999)
- Gladiátor (2000)
- Čistá duše (2001)
- Crash (2004)
- Tahle země není pro starý (2007)

Historicky nejnavštěvovanější film v ČR:
- Titanic

Historicky nejprodávanější titul na VHS:
- Titanic

Historicky první vydané české DVD:
- Kolja

Historicky první vydaný český Blu-ray:
- Gympl (2008)